# Andrej Varankow
Andrej Varankow (hviderussisk: Андрэй Мікалаевіч Варанкоў, tr. Andrej Mikalevitj Varankow ; russisk: Андрей Николаевич Воронков, tr. Andrej Nikolajevitj Voronkov) (født 8. februar 1989 i Mazyr) er en hviderussisk fodboldspiller, der spiller hos FK Haradzeja.

## Karriere
Varankow fik sin fodboldopdragelse i klubben Slavia Mozir. I 2007 skiftede han til storklubben Dynamo Kyiv, hvor han i perioden 2007-2009 spillede 65 kampe for klubbens andethold FC Dynamo-2 Kyiv. I sæsonen 2009-10 var han udlejet til FC Obolon Kyiv, og sæsonen efter spillede han for klubben FC Kryvbas Kryvyi Rih, ligeledes på en lejekontrakt.
Han fik debut på Hvideruslands fodboldlandshold i en kvalifikationskamp til EM 2008 mod Luxembourg den 13. oktober 2007. Han repræsenterede det hviderussiske U-21 landshold ved U-21 Europamesterskabet i fodbold 2011 i Danmark. Voronkov scorede turneringens første mål, da han efter 77 minutter scorede på straffespark mod Island på Aarhus Stadion.